# Осада Монпелье
Осада Монпелье — осада французскими королевскими войсками Людовика XIII гугенотского оплота Монпелье в 1622 году в рамках гугенотских восстаний.

## Предыстория
Людовик XIII расположил свои войска вокруг Монпелье в июле 1622 года. 22 августа 1622 года лидер гугенотов Анри де Роган и Людовик XIII, через своего офицера, маршала Ледигера, заключили договор, но жители Монпелье отказались открыть свои ворота перед королевскими войсками, опасаясь разграбления города гвардейцами принца Конде, и выдвинули унизительные условия, на которых король, если желал, мог войти в город.

## Осада

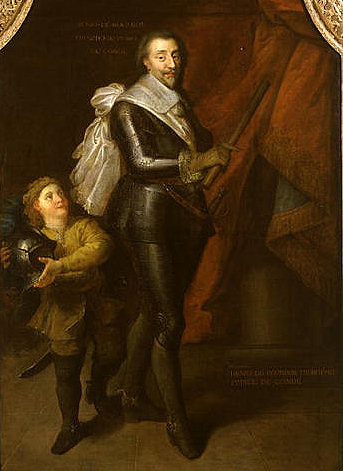
Принц Конде, первоначально руководивший осадой.

Возмущенный требованиями горожан Людовик XIII отозвал Ледигера и приказал своим войскам начать осаду города. Осадная армия была передана под командование принцу Конде.
Этьен де Эмерик руководил обороной Монпелье в энергичной манере. Королевские войска 2 сентября захватили бастион Сен-Дени, имевший господствующее положение над городом, но гугеноты отбили его на следующий день, убив 200 королевских солдат. Также 2 сентября 400 гугенотов под командованием Галонжа, командира гарнизона Монпелье, сделали вылазку и уничтожили до 1000 королевских солдат.
Также 2 октября гугеноты смогли отразить три нападения королевских войск численностью 5000 человек. Нападение обернулось 300—400 погибшими в королевском лагере, многие получили ранения. В то же время королевская армия страдала от болезней, её ресурсы иссякали.

## Последствия

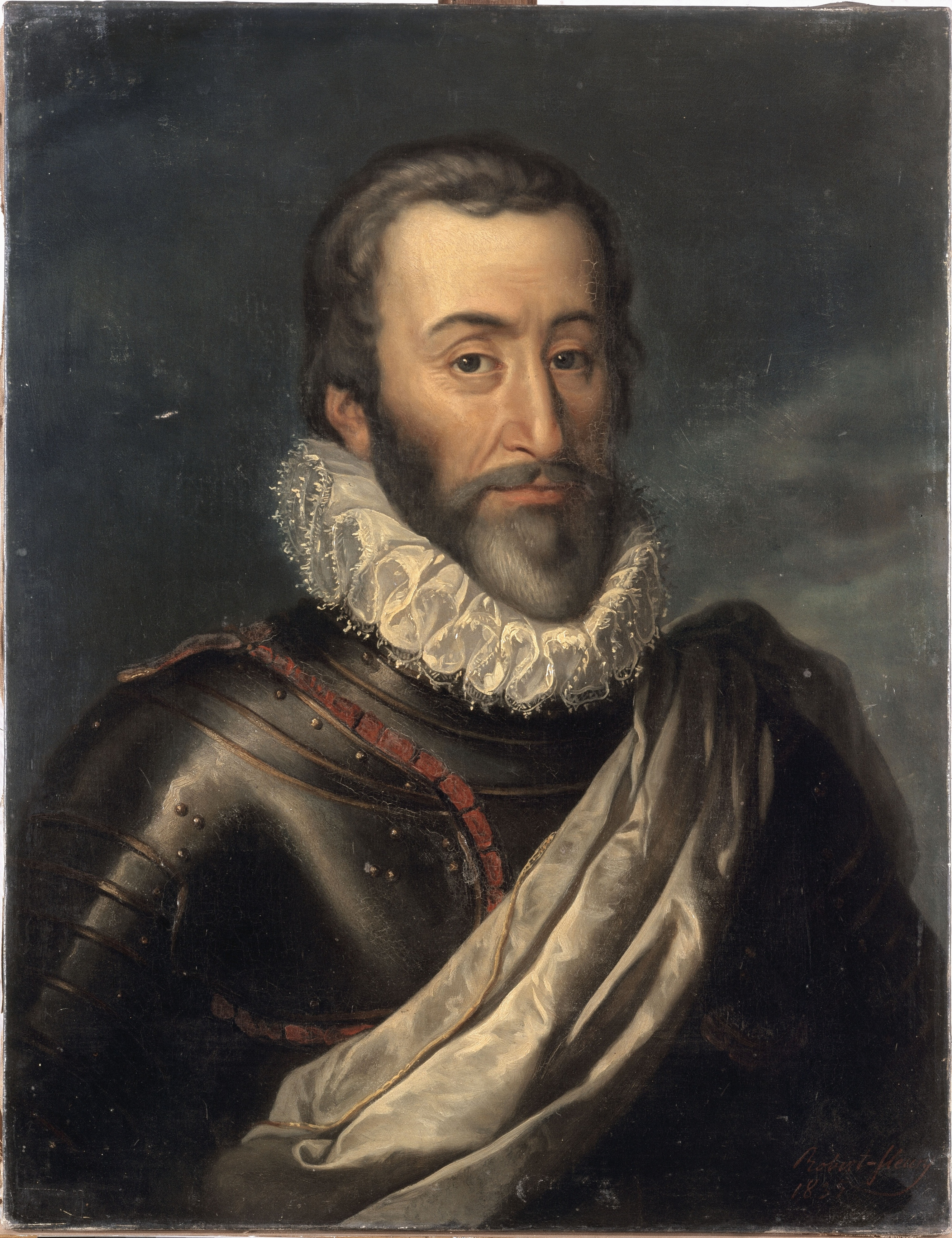
Франсуа де Ледигер, парламентер Людовика XIII.

Наконец Людовик XIII дал указание возобновить переговоры, назначив Ледигера главой армии с тайной миссией одновременно вести переговоры. 8 октября Роган прибыл к стенам Монпелье с армией из 4000 ветеранов. Он мог бы добиться разгрома королевской армии, но согласился вести переговоры, так как к тому времени уже почти остался без международной поддержки.
Жители города согласились признать свою вину, и король милостиво даровал им прощение, что привело к подписанию договора в Монпелье 19 октября, в котором король полностью подтвердил положения Нантского эдикта, а гугеноты в ответ согласились срыть укрепления Монпелье, Нима и Юзе.
Людовик XIII, наконец, вступил в Монпелье 20 октября 1622 года, в простых одеждах и без оружия. Королевские войска вошли в город, фактически заняв его, и начали демонтировать оборонительные сооружения. Вскоре после того была построена цитадель Монпелье, чтобы король мог лучше управлять городом.